# 大阪府和泉市元社長夫婦殺害事件
大阪府和泉市元社長夫婦殺害事件（おおさかふいずみし もとしゃちょうふうふ さつがいじけん）とは、2004年（平成16年）12月3日に大阪府和泉市府中町に在住していた織物製造・販売会社の元社長夫婦が殺害されたのち遺体をドラム缶詰めにされ、同府阪南市新町の貸しガレージ内に遺棄された強盗殺人事件。大阪ドラム缶遺体事件（おおさかドラムかんいたいじけん）とも呼ばれる。

## 事件の概要

### 事件に至るまで
Sは2003年（平成15年）9月、大阪府泉南市内の建設会社に入社した。この会社は、大阪府和泉市府中町内の、織物製造・販売会社の元社長である、被害者男性（事件当時74歳）宅の新築工事を、過去に手掛けたことがあった。
2003年11月22日頃、Sは夫婦宅敷地内に、新築工事の作業員として出入りしたが、その際、男性の妻（事件当時73歳）が所有していた、約30万円相当の高級腕時計を盗んだ。
2004年1月から2月にかけ、Sは男性宅の敷地内にある、会社事務所の新築工事を担当し、給水工事の手伝い・土の埋め戻しなど、力仕事を担当した。Sは、被害者夫婦と面識はあったが、親しく話す間柄ではなかった。
その一方でSは、集金した工事代金を会社に振り込まないことがあった上、会社事務所・会社社長宅から、高級腕時計・多額の現金がなくなることが頻発したため、建設会社の社長が、Sを問い詰めたことがあった。Sは「絶対に知りません」と否定したが、こうした金銭トラブルを理由に、社長は2004年6月、Sを解雇した。

### 事件発生
2004年12月3日午後7時40分頃から、翌4日8時30分頃までの間に、当時消費者金融などに数百万円の借金があったSは、男性宅の敷地内にある会社事務所にて、夫婦をそれぞれ、男性は1回、妻は2回、重量のある棒状の鈍器で、頭を殴って殺害した。Sはその後、同日深夜から翌4日朝頃にかけて、妻名義の乗用車（約100万円相当）・男性の持っていた高級腕時計2個（計約140万円相当）を奪った。
事件翌日の12月4日、夫婦宅横にある事務所2階の床に、数か所の血痕があるのを、夫婦の長男が見つけた。夫婦と連絡が取れないことから、長男は大阪府警和泉警察署に、家出人捜索願を出した。これを受け、捜査を開始した大阪府警和泉警察署は、夫婦宅横の会社事務所から、血痕・毛髪を採取した。しかし、部分的にこれらを抽出・鑑定した結果、いずれも夫婦のもので、第三者が失踪に関与したことをうかがわせるような証言などもなかったため、残りは鑑定しないまま、「事件性は低い」と判断し、捜査を中断した。同日昼頃、Sは同府泉佐野市内の質屋を訪れ、夫婦の持っていた高級腕時計を持ち込み、現金50万円を受け取った。
捜索願が出された12月4日と、さらに12月6日、国道26号上を、和泉市の夫婦宅付近から、同府阪南市方面に走行する、夫婦の乗用車の姿が確認された。その間の12月5日には、両市の間に位置する、大阪府泉南市内で、警察官が夫婦の車を発見した。警官は、パトカーで車を追跡したが、逃走され、運転者は確認できなかった。12月7日までにSは、ドラム缶2個をホームセンターで購入したり、過去に高級腕時計を差し入れた質屋に、利息を支払ったりして、4日に得た50万円のうち、数日間でそのほとんどの、約40万円を使った。
Sは、当初はのこぎりを用い、夫婦の遺体をバラバラに切断した上で、ドラム缶詰めにして遺棄しようとしていたため、現場のガレージは、一時的な隠匿・作業場所として考えていた。しかしその後、遺体の腐敗が進行するなどしたため、妻の遺体のみ、右脚部を切断しただけで、バラバラに切断することを断念し、ドラム缶2個に夫婦の遺体を詰めた上で、事件から4日後の12月7日、夫婦宅から直線約20kmの距離にある、阪南市新町の、シャッター付き貸しガレージを借りる契約を結び、賃料1か月分・保証金合計6万2000円を支払うと、ガレージまで運転してきた夫婦の乗用車を駐車、遺体入りのドラム缶をガレージ内に放置し、シャッターの鍵を返却しないまま、ガレージの管理者との連絡を絶った。Sがガレージを借りたのと同日の12月7日、親族の携帯電話に、男性の携帯電話から「しばらく休むが、心配しないで」という内容の電子メールが届いた。これに前後して、失踪当日の12月3日から、Sがガレージを借りた7日までに、男性の携帯電話から「温泉でゆっくりする。心配しないで」「会社事務所の血痕は妻の鼻血だ」など、数通のメールが届いた。親族は、男性に電話を掛け直したが、12月下旬までドライブモードに設定された状態で、連絡は取れないまま、電源が切れた。当時、メールを受け取っていた親族は、『朝日新聞』の取材に対し、「事件の数日後、自分の携帯電話に、しばらくしたら帰るから、という内容のメールが届いていた。警察からの連絡で、車があちこち移動していることもわかったので、最初は安心していた」と語った。
Sは、事件から1年後となる2005年（平成17年）12月、逮捕まで勤めていた堺市内の建設会社に入社し、会社の借り上げマンションで1人暮らしをしていた。この建設会社の経営者は、『読売新聞』の取材に対し「ギャンブルや他の従業員とのトラブル、無断欠勤などはなく、真面目な印象だった」と語った。

## 捜査
夫婦が失踪してから5年後の2009年（平成21年）11月21日午前、月極駐車場の屋根付きガレージの管理者が「もう1台分借りたい」という、月極契約者からの申し出を受けた。そのため、過去にSが借りて以来、借り手がおらず未契約状態となっていたガレージのシャッターを開けたところ、ガレージ内に所有者不明、未契約の、銀色の乗用車が駐車してあった。車のドアは施錠されており、エンジンキーはなかった。これに加え、水色のドラム缶2個が前述の乗用車とともに放置されているのも発見された。同23日午前11時15分頃、管理者は大阪府警泉南警察署に「不審な車とドラム缶2個がある」と通報した。
これを受け11月25日午後1時半頃、泉南署員が現場を確認し、泉南署員がドラム缶を開けたところ、ドラム缶の中から成人の男女とみられる遺体各1体が発見された。ドラム缶の中にはいずれにも土・砂が入っており、遺体は布にくるまれた上、ビニール袋に入れられ、粘着テープで留められた状態で砂に埋まっており、ドラム缶のふたは金属の留め具で密閉された上ブルーシートで覆われていた。2遺体とも腐敗が激しく、死後数カ月から数年経過していると推測され、それぞれ服を身に着けており、一方の遺体は女性用下着・パジャマ姿だった。乗用車はナンバープレートを照会した結果、2004年12月3日夜に行方不明になり捜索願が出されていた、被害者夫婦のものと判明した。このことから大阪府警は、遺体はこの夫婦ではないかとみて、死体遺棄事件として捜査を開始した。『朝日新聞』の取材に対し、ガレージの関係者は「遺体が見つかった車庫は、5，6年間借り手がおらず空きっぱなしだった」と、別のスペースを借りている利用者は「現場の車庫は、以前誰が使っていたか全く覚えていない」と、それぞれ証言した。
11月26日、大阪府警の捜査で、夫婦が失踪した直後の2004年12月4日・6日、夫婦の所有していた銀色の乗用車が、国道26号を走行し、和泉市付近から阪南市方面に向かう複数の地点を走行していたことが判明した。このことから大阪府警は、夫婦が車で阪南方面に向かった後、何らかのトラブルにあったか連れ去られた可能性があるとみて、発見された遺体の身元確認を進めるとともに、ガレージに乗用車が放置されたままになっていた経緯の捜査を進めた。また車・ドラム缶が発見された際、車のそばには使いかけの砂袋が開封された状態で、ガレージ内部に放置されていたことも判明した。ガレージは屋根付きの上、シャッタが閉じられたままだったためかドラム缶は錆などの劣化がなく、新品に近い状態だった。そのため大阪府警はドラム缶・砂袋ともに、購入直後に使用された可能性が高いとみて捜査した。これに加え、現場に残されていた車の持ち主であった被害者夫婦の自宅横にある会社事務所に、血だまり・点々とした血痕が残っており、その血液からは男性のDNA型が検出されていたことが判明した。また捜査関係者によれば、現場ガレージが最後に賃貸されたのは事件から約5年前で、数カ月間借りられていたが、その後は空きになっていた。このことから大阪府警は、5年前に契約し保証金・1か月分の賃料を払って以降連絡を絶ち、鍵も返却していなかった最後の借り主であるSが何らかの事情を知っている可能性が高いとみて、26日午後、重要参考人としてSを事情聴取した。大阪府警捜査一課は同日司法解剖の結果、遺体の身元を現場にあった車の持ち主で2004年12月に失踪した夫婦と断定した。死亡推定時期はいずれも失踪時期の2004年12月頃で、妻の遺体は肋骨・右足を骨折しており、死因は2人とも鈍器のようなもので頭を強打されたことによる脳挫傷だった。大阪府警は、夫婦が殺害された後ドラム缶に遺棄されたとみて、殺人・死体遺棄事件として泉南署に捜査本部を設置した。
その上で捜査本部は、駐車場の最後の借主だったSが過去に夫婦宅のリフォーム工事を手掛けていたこと、夫婦が失踪した直後の12月7日、駐車場を契約した後、シャッターの鍵を返却しないまま管理者との連絡を絶っていたこと、夫婦が失踪した後、会社事務所から預金通帳などがなくなっていたことなどから、窃盗容疑で逮捕状を請求した上で、Sを逮捕した。逮捕容疑は、夫婦が失踪した2004年12月3日夜から翌4日朝にかけて、夫婦宅から現場駐車場で発見された妻名義の乗用車（約100万円相当）・男性の高級腕時計2個（計約140万円相当）を盗んだ疑い。なお死体遺棄罪は、公訴時効（3年）が既に成立していたため、府警は窃盗容疑でSを逮捕後、夫婦が死亡した経緯について、詳しく追及する方針を固めた。取り調べに対しSは、夫婦の死亡・遺体の遺棄への関与を否定したが、車を駐車したことは認めた。その車を検証したところ、2004年12月7日付の、Sがガレージを契約した際の賃貸契約書・男性の腕時計の保証書が発見されたほか、血痕も検出された。また大阪府警はS宅を家宅捜索し、管理者に返却されていなかったガレージのシャッターの鍵・男性の腕時計を質入れした際の預かり証を、発見・押収した。これらの証拠から大阪府警は、血痕は夫婦のものとみて鑑定を進めるとともに、Sが夫婦の死亡経緯について何らかの事情を知っているものとみてさらに厳しく追及した。
その後の取り調べの結果、男性の携帯電話から、失踪の4日後（12月7日）、親族に対し「しばらく休む」とのメールが送信されていたこと、その後携帯電話はドライブモードに設定され、連絡が取れない状態が続いた後、電源が切れたことが判明した。夫婦の自宅敷地内の事務所には、前述のように血だまりがあり、事務所で何者かに襲われ、連れ去られた疑いが強いことから、大阪府警は、夫婦が自らの意思で連絡を絶ったように、何者かがメールで偽装工作をしたとみて、Sを追及した。
12月1日までに、大阪府警が堺市内のS宅を家宅捜索したところ、前述のシャッターの鍵などだけでなく、夫婦のクレジットカードも発見・押収されていたことが判明した。カードは夫婦の失踪以降、一度も使われた形跡がなかった。また、Sが夫婦の高級腕時計2個を、質入れ・換金したのは、失踪が発覚した当日（12月4日）だったことも判明した。このことから大阪府警は、クレジットカード・腕時計ともに、失踪時に盗まれた疑いが強いとみて、Sがカードを入手した経緯を追及した。また大阪府警は会社事務所内に残っていた血だまりから、夫婦のDNA型を検出した。遺体はいずれもパジャマ姿で、夫婦宅寝室の掛け布団がめくれあがっていたことから、夫婦が異変を感じ、夜中に目を覚まし事務所に様子を身に出たところ何者かに襲われ殺害されたと、大阪府警は推測した。事件当時、夫婦宅の駐車場に駐車してあったという夫婦の車のトランク内には、夫婦のものとみられる血痕があったため、大阪府警は夫婦を運び出すのに使われた可能性があるとみて、車の入手経緯についてもSから事情を聴いた。それまでの取り調べに対し、Sは、「腕時計を質入れした」「12月7日にガレージを借りた」「夫婦の車を自ら運転し、ガレージに駐車した」という3点については認めたが、いずれもその動機を「知人に頼まれたため」と供述した。そしてドラム缶については「ガレージを借りたときはなかった」と説明した上で、逮捕容疑である窃盗容疑、夫婦の失踪・死亡への関与は、いずれも否定した。
大阪府警捜査一課・泉南署捜査本部は、12月17日、それまでの逮捕容疑とは別の窃盗容疑で、Sを再逮捕した。逮捕容疑は、2003年11月22日頃、Sが夫婦宅で、妻の腕時計（約30万円相当）を盗んだ疑い。一方で、大阪地方検察庁は同日、最初の逮捕容疑について処分保留とした。
2010年（平成22年）1月6日までに、車のトランクから検出された血痕は、夫婦のものであることが判明した。これを受け、大阪府警がSを再度追及したところ、それまでは取り調べに対し、「車を運転してガレージに駐車したが、ドラム缶は既に中にあった」と供述し、夫婦の遺体を遺棄したことを否定していたSが、一転して「ある人物に頼まれ、夫婦の遺体をガレージに車で運び、自分で買ったドラム缶に移した」と供述し、死体遺棄容疑を認めた。一方で、Sは殺害については「知らない」と否認を続けた。死体遺棄罪の公訴時効は3年で、この時点で既に時効が成立していた可能性が高かったが、大阪府警は、遺棄した時期の特定とともに、夫婦の死亡した経緯について、引き続きSを追及した。
2010年1月8日、大阪地方検察庁堺支部は、事件前の2003年、夫婦宅から腕時計を盗んだ窃盗罪で、Sを大阪地方裁判所堺支部に起訴した。これについて、Sは起訴事実を認め、取り調べに対しても、死体遺棄容疑については認めた反面、依頼者とされる人物に関しては「連絡先は知らない」など、曖昧な供述を続けており、その存在は確認できなかった。
なお、捜査一課が遺体発見を受け、失踪当時に採取した証拠品を、再度確認したところ、失踪当時に「採取」と記録されていた、未鑑定の毛髪・血痕の一部、計約10点が見当たらないことが判明した。当時、鑑定せぬまま和泉署に保管していた、これらの紛失された証拠品の中に、夫婦失踪に関与した者の毛髪などが含まれていた可能性があったため、大阪府警は「紛失は誠に遺憾だ。今後、指導を徹底する」という、刑事総務課長名義の声明を発表した上で、関係者の処分を検討した。
事件発生から丸6年となる2010年12月3日、大阪府警捜査以下は、Sが夫婦を殺害したとして、強盗殺人容疑で再逮捕した。凶器など、Sが殺害に関与したことを示す物的証拠や、自供などと直接証拠は得られなかったが、大阪府警は1年余りの捜査で、状況証拠を積み重ね、強盗殺人容疑での逮捕に踏み切った。取り調べに対し、Sは今は話すことはできません」と供述した。また、夫婦の高級腕時計を質入れして入手した、約50万円の大半は、Sが1人で使い切っていたことが、12月4日までに判明した。現金を他人に分配した形跡はなかったことから、大阪府警は、Sが主張する「第三者」が存在しないことを裏付ける事実とみた。夫婦の失踪から丸6年となったこの日の逮捕を受け、被害者遺族一同から「命日の日に、ようやくなき両親に報告させていただくことができました。遺族として、今後の経過を見続けていきたい」とのコメントが、報道陣に配布された。12月5日までに、Sは府警の取り調べに対し、男性の携帯電話から、親族に生存を装うメールを送信したことを認める供述をした。Sは「闇金業者から偽装を指示された」と供述したが、府警は、Sによる偽装工作とみて追及した。また、大阪府警がドラム缶付近で発見されたタオルを調べたところ、Sの血痕が付着していたことも判明した。大阪府警はSが夫婦を殺害した際、抵抗を受けて負傷しその際の血液を拭き取ったものとみて調べた。大阪府警は翌12月5日、Sを大阪地検に送検した。
2010年12月24日、大阪地検堺支部は、Sを強盗殺人罪で大阪地裁堺支部に追起訴した。この時点でもSは黙秘を続けており、物的証拠などの直接証拠も乏しいが、状況証拠から有罪の立証が可能と判断した。
2011年（平成23年）1月15日、大阪府警捜査一課は、2008年7月14日、堺市西区内の元同僚男性宅に、合いかぎで侵入し、高級腕時計・ネックレス（計約25万円相当）を盗んだとして、窃盗・住居侵入の容疑でSを再逮捕した。Sはその事件後これらの被害品を質入れし、計30万円を受け取っていた。取り調べに対し、Sは「何も話したくない」と黙秘した。

## 刑事裁判
大阪地方裁判所堺支部は、公判前整理手続を、2013年（平成25年）4月25日に終えた。直接証拠が乏しいため、手続きには長期間を要していた。同日、大阪地裁堺支部は、裁判員裁判で審理される強盗殺人事件について、公判予定期日を指定し、5月20日に初公判を開き、6月26日に判決公判を開くことを決定した。検察側は、状況証拠を積み重ねた結果「S以外に犯人はいない」と立証する構えを見せた反面、Sの弁護人は、強盗殺人事件について無罪を主張する方針を決めた。

### 第一審（大阪地裁堺支部）

#### 別件窃盗罪などの区分審理
裁判員裁判の対象事件と、対象外の事件を分割して審理する「区分審理」を適用の上で、2013年5月7日、大阪地裁堺支部（畑山靖裁判長）で、裁判員裁判の対象外の、窃盗罪など3事件についての初公判が開かれた。その3事件の起訴状によれば、Sは「2003年11月頃、新築工事の作業員として出入りしていた夫婦宅で、腕時計を盗んだ」「2003年11月10日頃、泉南市内で、勤務先の経営者の高級腕時計を盗んだ」「2008年7月14日、堺市西区内の元同僚男性宅で、高級腕時計・ネックレスを盗んだ」とされた。冒頭陳述で、検察側は「犯行後、盗品を質入れしていた」などと主張した。罪状認否で、Sは起訴事実を否認し、弁護側は「公訴時効が完成している」などと主張し、免訴を求めるなどした。この公判では、3事件について有罪・無罪を判断の上で、量刑に触れない部分判決を15日に言い渡した後、20日から強盗殺人事件について審理し、量刑を含めた最終的な判決を、6月26日に言い渡すこととなった。
5月10日の公判で、検察側論告・弁護側弁論が、それぞれ行われた。検察側は「Sが腕時計を盗んだことは明らかだ」などと主張した。その一方で、弁護側は夫婦宅の窃盗事件について「時計は敷地外の道路上に落ちていた」と主張し、占有離脱物横領罪を適用した上で、同罪の公訴時効成立による免訴を求めた。また、「勤務先経営者に対する窃盗事件は、犯行日に誤りがある」として、公訴時効の成立を主張し、3件目の元動力宅での事件については「元同僚から譲り受けた」として、無罪を主張した。
5月15日、大阪地裁堺支部（畑山靖裁判長）は、3事件すべてについて「Sの犯行と推認できる」として、有罪とする部分判決を言い渡した。

#### 本事件についての審理（裁判員裁判）
大阪地裁堺支部（畑山靖裁判長）で、2013年5月20日、強盗殺人罪などについての初公判が開かれた。冒頭陳述で、検察側は「Sは、遺体の見つかったガレージを管理しており、犯行直後には夫婦の高級腕時計を質入れした」などの状況証拠を挙げ、「犯人はSで間違いない」と主張した。続いて、弁護側は冒頭陳述で、「真犯人は、Sとは別人の2人の男と思われる」と主張した上で、事件後、大阪府警が採取した血痕などを、鑑定せずに紛失し、取り調べ時に警察官がSを怒鳴りつけるなど、違法な捜査が行われていたとして、公訴棄却を求めた。罪状認否で、被告人Sは「夫婦の殺害など絶対にやっていない」と述べ、起訴事実を否認し、無罪を主張した。
2013年6月5日に開かれた公判で、被害者参加制度を利用して、被害者の息子・娘が、それぞれ意見陳述した。2人は、両親への思いを涙ながらに語り、Sに死刑を適用するよう求めた。それまでの公判で、Sは殺害についての起訴事実を否認し、一部黙秘した。
2013年6月10日午前、論告求刑・最終弁論公判が開かれ、検察側はSに対し、死刑を求刑した。論告で、検察側は「事件前年の2003年、Sは夫婦宅に、新築工事で出入りしていた」「遺体が発見されたガレージの借主だった」「事件直後、奪われた男性の腕時計を質入れした」などの状況証拠を挙げた上で、「Sが犯人であることは明らかで、残虐・冷酷な犯行だ。Sは反省しておらず、矯正は不可能だ」と主張した。同日午後、最終弁論が行われ、弁護側は「Sは殺害に関与していない。検察側は、状況証拠を積み重ねた上で、Sを犯人視しているが、直接的な証拠はなく、憶測にすぎない」として、検察側の死刑求刑に反論し、無罪を主張した。最終意見陳述で、Sは「遺体を損壊し、遺棄したのに関与したのは事実で、本当に申し訳ない」と謝罪したが、その一方で「殺害は絶対にやっていない」と述べ、この日で公判は結審した。
2013年6月26日、判決公判が開かれ、大阪地裁堺支部（畑山靖裁判長）は、検察側の求刑通り、被告人Sに死刑判決を言い渡した。大阪地裁堺支部は、判決理由で「Sが、▽遺体をガレージに運搬・遺棄した▽事件直後、被害品の腕時計を質入れし、得た50万円をすぐに使った」などと認定した上で、「いずれもSと犯人とを強く結びつける証拠だ」と指摘した。その上で、「Sが犯人でないとすれば、S以外の第三者が、強盗殺人の犯行に及んだうえ、被害品の腕時計を処分することを許し、Sに遺体を遺棄させるといった、特段の事情がない限り、合理的な説明がつかない」と述べた。また、S・弁護人が「真犯人は別の男2人だと思う」と主張していたことに対しては、「徹底した裏付け捜査を尽くしたにもかかわらず、そうした男らの存在は確認されていない。Sが架空の人物を作り上げているとしか考えられない」と退けた。そして、「Sが犯人だと確実に認められる」と認定した地裁支部は、「2人の命を奪った非人間的で冷酷な犯行だ。Sには反省・悔悟の気持ちが全くなく、改善・矯正の可能性はない」と述べた。弁護側は判決を不服として、大阪高等裁判所に即日控訴した。

### 控訴審（大阪高裁）
2014年（平成26年）7月30日、大阪高等裁判所で、控訴審初公判が開かれた。弁護側は「Sは殺害には関与していない。犯行内容も証拠上明らかではないのに、捜査機関のストーリーに沿い、Sを犯人と認定した第一審判決は、疑問が残る」と主張し、改めて無罪を主張した。一方、検察側は、被告人S・弁護人の控訴を棄却するよう求めた。
2014年12月19日、控訴審判決公判が開かれ、大阪高裁（笹野明義裁判長）は、第一審の死刑判決を支持し、被告人S・弁護側の控訴を棄却する判決を言い渡した。大阪高裁は、判決理由で「Sが遺体を遺棄したこと、被害者の腕時計を質入れし、50万円を得ると、その大半をすぐに使っていたことから、Sが犯人であることは明らかだ。別の人物が殺害したとうかがわせる証拠もなく、死刑とした第一審の判断は妥当だ」と認定した上で、「非人間的で冷酷な犯行であり、極刑をもって臨むしかない」と結論付けた。弁護側は判決を不服として、最高裁判所に即日上告した。

### 上告審（最高裁第三小法廷）
2017年（平成29年）8月3日までに、最高裁判所第三小法廷（戸倉三郎裁判長）は、上告審口頭弁論公判開廷期日を、2017年11月7日に指定し、関係者に通知した。
2017年11月7日、最高裁第三小法廷（戸倉三郎裁判長）で、上告審口頭弁論公判が開かれ、結審した。弁護側は、Sの犯行を裏付ける物的証拠などがないことを根拠に、「犯行状況などから、真犯人が別にいる可能性がある」として、改めて無罪を主張した。一方、検察側は「第三者の関与を示す証拠はなく、Sの主張は、刑事責任を免れるための虚偽の弁解だ」と反論し、上告棄却を求めた。
2017年11月15日までに、最高裁第三小法廷（戸倉三郎裁判長）は、上告審判決公判開廷期日を、12月8日に指定し、関係者に通知した。
2017年12月8日、上告審判決公判が開かれ、最高裁第三小法廷（戸倉三郎裁判長）は、一・二審の死刑判決を支持し、Sの上告を棄却する判決を言い渡した。これにより、Sの死刑が確定することとなった。

## 死刑囚の現在
2021年現在、Sは死刑囚として、大阪拘置所に収監されている。

### 関連書籍
- 年報・死刑廃止編集委員会『ポピュリズムと死刑 年報・死刑廃止2017』インパクト出版会、2017年10月15日、205頁。ISBN 978-4755402807。

### 判決文出典
1. 1 2 3 4 5 6  大阪地方裁判所堺支部第2刑事部判決 2013年（平成25年）6月26日 事件番号：平成22年(わ)第5号，平成22年(わ)第1209号，平成22年(わ)第1574号，平成23年(わ)第90号

### 報道出典
※以下の出典において、記事名に本事件被告人・被害者の実名が使われている場合、被告人は日本における収監中の死刑囚の一覧との表記矛盾解消のため苗字イニシャル「S」、被害者は伏字で表記する。
1. 1 2 3 4 5 6 7 8 9 10 11 12 13 14 15 16 17 18  『読売新聞』2009年11月27日大阪朝刊第一社会面39面「ドラム缶遺体 ガレージ元借り主を夫婦の車窃盗容疑で逮捕 ／大阪府警」
2. 1 2 3 4 5 6 7 8 9 10 11 12 13 14 15 16 17 18 19 20 21  『読売新聞』2009年11月27日大阪夕刊第一社会面17面「ドラム缶夫婦遺体 ガレージ車内から血痕 42歳建築作業員を窃盗容疑で逮捕」
3. 1 2 3 4 5 6 7 8 9 10 11 12  『読売新聞』2010年12月4日大阪朝刊第一社会面39面「阪南ドラム缶遺体 夫婦強殺容疑 男を再逮捕 借金数百万円、車など奪う」
4. 1 2 3 4 5 6 7 8 9 10  『読売新聞』2009年11月27日東京夕刊第一社会面19面「ドラム缶遺体 駐車場借り主を逮捕 夫婦の車内に血痕／大阪府警」
5. 1 2 3 4 5  『読売新聞』2010年3月9日大阪夕刊第一社会面15面「阪南ドラム缶遺体 大阪府警、証拠の血痕・毛髪紛失 夫婦失跡時に採取」
6. 1 2  “強殺容疑で男を再逮捕　大阪ドラム缶遺体事件”. 日本経済新聞 (日本経済新聞社). (2017年12月8日).  オリジナルの2017年12月8日時点におけるアーカイブ。 2017年12月8日閲覧。
7. 1 2 3  『読売新聞』2009年12月18日大阪朝刊第二社会面34面「大阪・阪南のドラム缶遺体 別の窃盗容疑で元作業員再逮捕」
8. 1 2 3  『読売新聞』2010年1月9日大阪朝刊第一社会面35面「腕時計窃盗で元作業員を起訴 ドラム缶の夫婦遺体 遺棄あいまい供述／大阪地検」
9. 1 2 3 4 5 6 7 8 9 10  『朝日新聞』2009年11月26日朝刊第一社会面35面「遺体そばに夫婦の車 5年空きの車庫内で 大阪・阪南のドラム缶遺棄【大阪】」
10. 1 2 3 4 5 6 7 8 9 10 11  『朝日新聞』2009年11月26日朝刊1面「ドラム缶に2遺体 04年不明夫婦か 阪南【大阪】」
11. 1 2 3 4 5 6 7 8 9 10 11  『中日新聞』2009年11月26日朝刊第二社会面32面「ドラム缶に男女2遺体 大阪・阪南の駐車場」
12. 1 2 3 4 5 6  『読売新聞』2010年12月4日大阪夕刊第一社会面13面「阪南夫婦強殺 逮捕の男 入手金大半1人で使う 『第三者存在』と矛盾？」
13. 1 2 3  『読売新聞』2010年12月4日東京夕刊第一社会面15面「大阪ドラム缶殺人 入手金大半1人で使う 『第三者』存在せず？」
14. 1 2 3 4 5 6 7  『読売新聞』2009年11月28日大阪朝刊第一社会面39面「大阪・ドラム缶遺体 失跡4日後、親族に『休む』 夫携帯から偽装？メール」
15. 1 2 3 4 5 6 7 8 9 10  『朝日新聞』2009年11月26日夕刊第一社会面15面「夫婦の車、阪南方面へ 『心配するな』メール 大阪ドラム缶遺体で府警捜査【大阪】」
16. 1 2 3 4 5  『読売新聞』2010年12月5日大阪朝刊第二社会面34面「阪南ドラム缶遺体 生存装い親族にメール 逮捕男、夫の携帯で」
17. 1 2 3 4 5 6 7 8 9 10 11 12 13  『読売新聞』2009年11月26日大阪朝刊第一社会面39面「ドラム缶から男女の遺体 5年前不明 元経営者夫婦か／大阪・阪南」
18. ↑  『読売新聞』2009年11月26日東京朝刊第一社会面39面「ドラム缶に2遺体 5年前に不明の夫婦か／大阪・阪南」
19. 1 2 3 4 5 6  『読売新聞』2009年11月26日大阪夕刊1面「ドラム缶遺体 ガレージ元借り主聴取へ カギ返却せず／大阪府警」
20. 1 2 3 4 5 6  『読売新聞』2009年11月26日東京夕刊第一社会面17面「駐車場でドラム缶に遺体詰めか 開封の砂袋残る 事務所に血痕も／大阪府警調べ」
21. ↑  『読売新聞』2009年11月26日大阪夕刊第一社会面13面「阪南2遺体 車庫内でドラム缶詰めか 開いた砂袋発見／大阪府警」
22. 1 2 3 4 5 6  『読売新聞』2009年11月27日東京朝刊第一社会面39面「ドラム缶遺体 駐車場契約の男に逮捕状 元社長夫婦の車窃盗容疑／大阪府警」
23. 1 2 3 4 5 6 7 8 9  『読売新聞』2009年12月18日大阪朝刊第一社会面37面「ドラム缶遺体 窃盗容疑者宅に夫婦のカード 入手の経緯追及／大阪府警」
24. 1 2 3 4  『読売新聞』2009年12月18日東京夕刊第一社会面11面「ドラム缶遺体 窃盗容疑者宅から夫婦のカード押収／大阪府警」
25. 1 2 3 4  『読売新聞』2010年1月7日大阪朝刊第一社会面33面「ドラム缶事件 『車庫に夫婦遺体運んだ』 窃盗容疑者が供述／大阪府警」
26. 1 2 3 4  『読売新聞』2010年1月7日東京朝刊第一社会面33面「大阪・ドラム缶事件 『夫婦の遺体運んだ』 窃盗容疑の男が供述」
27. ↑  『読売新聞』2010年12月4日東京朝刊第二社会面38面「大阪のドラム缶遺体事件 夫婦強殺容疑 43歳再逮捕」
28. ↑  『読売新聞』2010年12月6日大阪朝刊第一社会面33面「ドラム缶夫婦遺体 強殺容疑で男送検」
29. 1 2  『読売新聞』2010年12月25日大阪朝刊第一社会面33面「ドラム缶遺体 夫婦強殺で起訴」
30. 1 2 3  『読売新聞』2011年1月15日大阪朝刊大阪市内版33面「ドラム缶遺体事件 元作業員を再逮捕 元同僚方で窃盗容疑＝大阪」
31. 1 2 3 4  『読売新聞』2013年4月26日大阪朝刊大阪市内版31面「ドラム缶遺体事件 公判前手続き終了＝大阪」
32. 1 2 3 4  『読売新聞』2013年5月7日大阪夕刊第一社会面13面「阪南ドラム缶遺体『区分審理』 被告、窃盗罪など否認 初公判」
33. 1 2 3 4  『読売新聞』2013年5月11日大阪朝刊大阪市内版33面「『裁判員』対象外 3事件結審 地裁堺支部 阪南ドラム缶遺体＝大阪」
34. ↑  『読売新聞』2013年5月16日大阪朝刊第二社会面30面「ドラム缶遺体 窃盗など有罪 地裁堺支部 部分判決」
35. 1 2 3 4  『読売新聞』2013年5月20日大阪夕刊第二社会面12面「元社長夫妻殺害 被告が無罪主張 ドラム缶事件初公判」
36. 1 2 3  『読売新聞』2013年6月6日大阪朝刊大阪市内版31面「阪南ドラム缶遺体 遺族ら極刑求める 裁判員裁判＝大阪」
37. 1 2  『読売新聞』2013年6月10日大阪夕刊第二社会面12面「ドラム缶遺体 死刑求刑 大阪地裁堺支部 元建築作業員に」
38. 1 2  『読売新聞』2013年6月11日大阪朝刊第一社会面39面「『殺害してない』無罪主張し結審 ドラム缶遺体事件」
39. 1 2 3  『読売新聞』2013年6月26日東京夕刊第二社会面12面「ドラム缶遺体 死刑判決 大阪地裁支部 夫婦殺害『非人間的で残虐』」
40. 1 2 3 4 5 6  『読売新聞』2013年6月26日大阪夕刊第一社会面11面「ドラム缶殺人 死刑判決 地裁堺支部 夫婦強殺『被告が犯人』」
41. 1 2 3  『読売新聞』2014年7月31日大阪朝刊大阪市内版27面「強殺、改めて無罪主張＝大阪」
42. 1 2 3  『読売新聞』2014年12月19日東京夕刊第二社会面18面「ドラム缶遺体 2審も死刑 大阪高裁」
43. 1 2 3  『読売新聞』2014年12月19日大阪夕刊第二社会面14面「ドラム缶遺体 2審も死刑 阪南事件 『非人間的で冷酷』 大阪高裁判決」
44. ↑  『読売新聞』2017年8月4日大阪朝刊第二社会面32面「ドラム缶遺体 11月弁論」
45. 1 2 3  『読売新聞』2017年11月8日東京朝刊第二社会面32面「ドラム缶遺体 上告審が結審」
46. ↑  “大阪ドラム缶遺体　上告審弁論で無罪主張”. 日本経済新聞 (日本経済新聞社). (2017年11月7日).  オリジナルの2017年12月8日時点におけるアーカイブ。 2017年12月8日閲覧。
47. ↑  『読売新聞』2017年11月16日東京朝刊第三社会面33面「ドラム缶遺体 来月8日判決」
48. 1 2  “被告の死刑確定へ　大阪のドラム缶遺体事件　強盗殺人罪、最高裁が上告棄却”. 産経新聞 (産業経済新聞社). (2017年12月8日).  オリジナルの2017年12月8日時点におけるアーカイブ。 2017年12月8日閲覧。
49. 1 2  “夫婦強殺：５０歳男の死刑確定へ　最高裁が上告棄却”. 毎日新聞 (毎日新聞社). (2017年12月8日).  オリジナルの2017年12月8日時点におけるアーカイブ。 2017年12月8日閲覧。
50. 1 2  インパクト出版会 2017, pp. 205

### 刑事裁判の判決文
- 大阪地方裁判所堺支部第2刑事部判決 2013年（平成25年）6月26日 TKCローライブラリー（LEX／DBインターネット） 文献番号：25501419、平成22年(わ)第5号，平成22年(わ)第1209号，平成22年(わ)第1574号，平成23年(わ)第90号、『強盗殺人，窃盗，住居侵入被告事件』。
  - 判決内容：死刑（求刑同。被告人側控訴）
  - 裁判官：畑山靖（裁判長）・飯塚隆彦・岡田卓

- 大阪高等裁判所第6刑事部判決 2014年（平成26年）12月19日 TKCローライブラリー（LEX／DBインターネット） 文献番号：25506123、平成25年(う)第1192号、『窃盗，強盗殺人，住居侵入被告事件』。
  - 判決内容：被告人・弁護人側控訴棄却（死刑判決支持。被告人側上告）
  - 裁判官：笹野明義（裁判長）・田中幸大・後藤有己

- 最高裁判所第三小法廷判決 2017年（平成29年）12月8日 裁判所ウェブサイト掲載判例、平成27年(あ)第120号、『窃盗，強盗殺人，住居侵入被告事件』「死刑の量刑が維持された事例（大阪ドラム缶遺体事件）」。
  - 判決内容：被告人・弁護人側上告棄却（死刑判決確定）
  - 最高裁判所裁判官：戸倉三郎（裁判長）・岡部喜代子・木内道祥・山崎敏充・林景一